# Нинья
«Ни́нья» (исп. La Niña, «девочка») — испанская каравелла, один из трех кораблей, на которых Христофор Колумб отправился в свою первую океанскую экспедицию и в 1492 году открыл Америку. Настоящее название «Ниньи» — «Санта Клара». Название «Нинья», скорее всего, образовано от имени её владельцев, братьев Ниньо из Могера.
Другими кораблями Колумба в экспедиции были каравелла «Пинта» и каракка «Санта-Мария».
Изначально на «Нинье» стоял латинский парус и оснастка «латинской каравеллы», однако на Канарах она была переоснащена в «каравеллу редонда» с прямым парусом для лучшего передвижения через океан. Достоверных документов с параметрами «Ниньи» не осталось. Принято считать, что корабль имел три мачты, однако есть мнения, что их было четыре.

## История
В первую экспедицию Колумба «Нинья» перевозила 24 человека и шла под управлением Висенте Яньеса Пинсона. Корабли покинули Палос-де-ла-Фронтера 3 августа 1492 года и, сделав остановку на Канарских островах, пошли дальше на запад. Высадка на землю произошла 12 октября 1492 года на Багамских островах. После того, как «Санта-Мария» села на рифы, Колумб перешел на «Нинью» (в начале 1493 года). 14 февраля на востоке от Азор шторм грозил перевернуть «Нинью», из-за чего по настоянию Колумба он и его команда дали обет сделать некие дела по возвращении домой, среди которых было обязательство совершить паломничество.
«Нинья» достигла Лиссабона, Португалия 4 марта, а Палос-де-ла-Фронтера — 15 марта. В первое путешествие в Америку команда «Ниньи» спала на палубе, однако стала спать в гамаках, увидев спящих в них американцев.
«Нинья» вошла в большой флот из 17 кораблей во второе путешествие на Гаити, став флагманом при открытии Кубы. Стала единственным уцелевшим кораблем в урагане в 1495 году, а затем быстро вернулась в Испанию в 1496 году.
Затем «Нинья» была зафрахтована для запрещенного путешествия в Рим. Она была захвачена пиратами, когда покидала порт Кальяри и затем отведена к мысу Пула на Сардинии. Капитан Алонсо Медель смог убежать с несколькими людьми. Он украл лодку, добрался на ней до «Ниньи» и смог уйти в Кадис.
В 1498 году «Нинья» вернулась на Гаити, как авангард третьего путешествия Колумба. Она стояла на приколе в Санто-Доминго в 1500 году. В 1501 году она совершила торговое плавание на Перламутровое Побережье, после чего её следы теряются.
«Нинья» прошла под командованием Колумба около 46 000 км.

## Копия

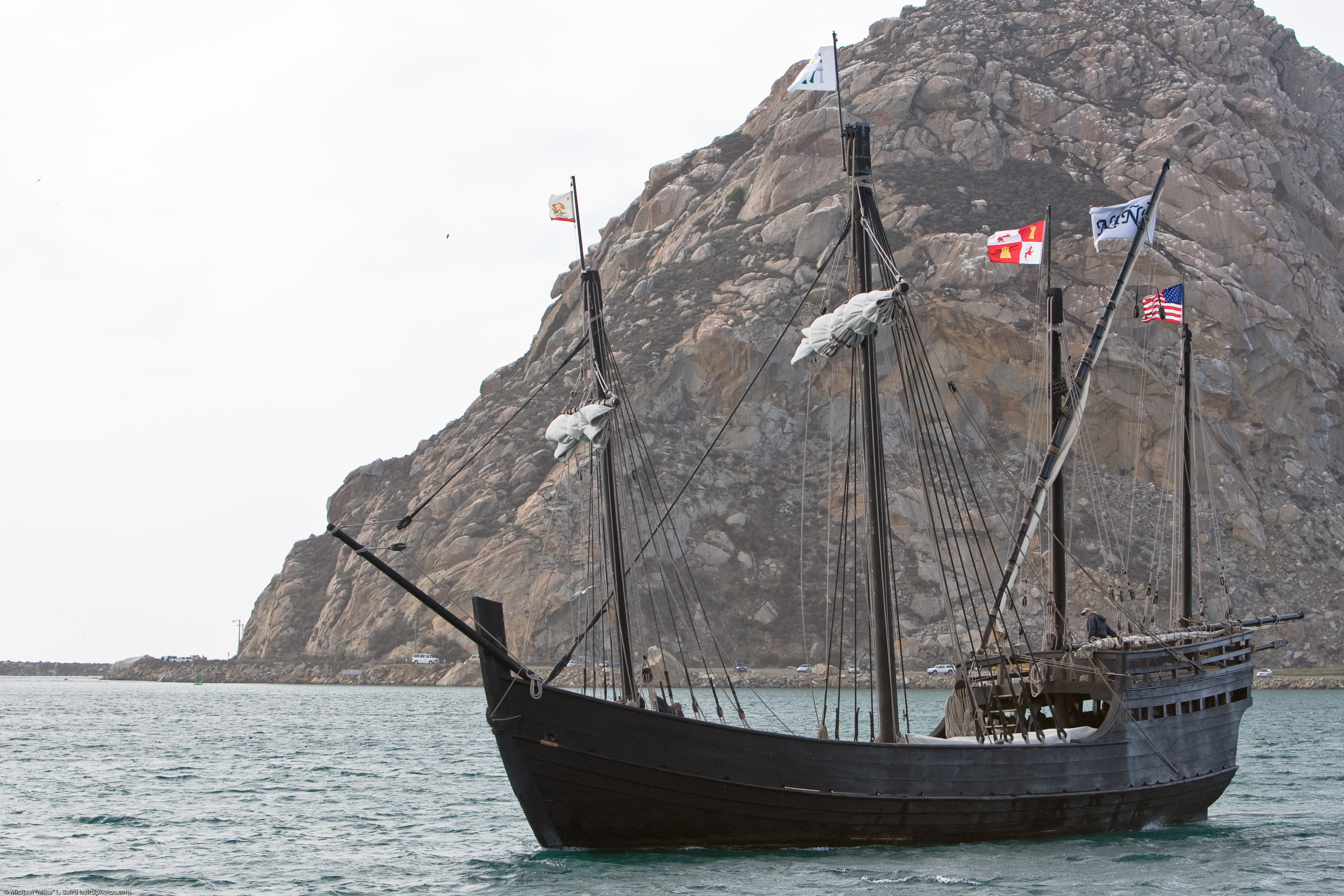
Реплика «Ниньи»

4-мачтовая копия «Ниньи» была построена в 1988 году инженером и морским исследователем Джоном Патриком Сарсфилдом, британским морским историком Джонатоном Мортоном Нансом, а также группой кораблестроителей в Баие (Бразилия), при том, что не существует современных изображений ни одного из трех кораблей Колумба. При постройке использовались технологии XV века. Он строился из стойкой к древоточине бразильской твердой древесины, при этом использовались только скобели, топоры, ручные пилы и долото. Парусное вооружение было спроектировано Нансом с использованием двух прямых парусов в качестве главных и два латинских паруса на корме, как делали на кораблях конца XV века. Команда «Ниньи» утверждает, что корабль может развивать скорость 5-7 узлов, что быстрее других кораблей того века. Копия весит 75 тонн.
В 1991 году копия ходила в Коста-Рику, чтобы принять участие в съемках фильма «1492: Завоевание рая», и к середине 2008 года «Нинья» посетила сотни североамериканских портов, чтобы дать возможность публике посмотреть и посетить корабль.